# Luis Villasante

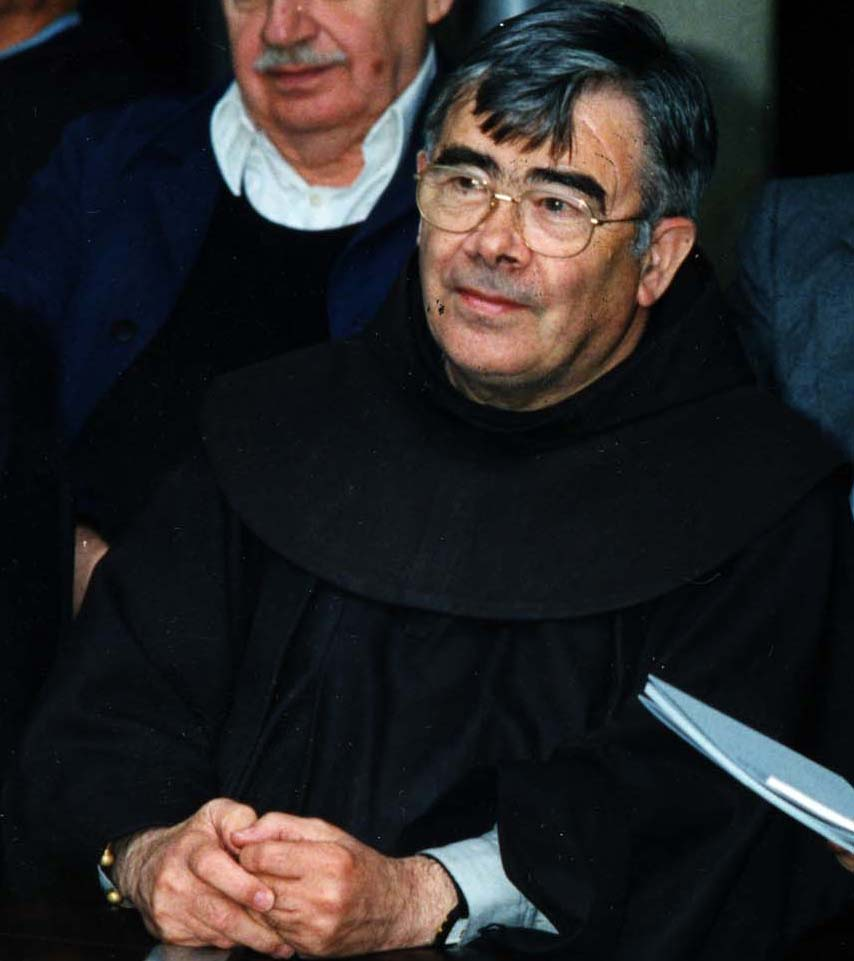
Luis Villasante (1989)

Luis Villasante Kortabitarte (* 22. März 1920 in Gernika; † 2. Dezember 2000 in Oñati) war ein spanischer Franziskaner und Autor. Als Präsident der Königlichen Akademie der baskischen Sprache trug er mit zur Entwicklung des Standardbaskischen bei.

## Leben
Luis Villasante wurde 1920 als erstes gemeinsames Kind von José Villsante und Luisa Kortabitarte geboren. Sein Vater stammte aus dem Valle de Mena und sprach Spanisch, während seine Mutter, welche aus Aulesti kam, ihm Baskisch beibrachte. Im sechsten Lebensjahr von Luis verstarb sie bei der Geburt ihres dritten Kindes.
1931 trat er in das Franziskaner-Kolleg von Arantzazu und 1934 in das von Forua ein.
Villasante besuchte 1936 das Noviziat Zarautz, als er wegen des Bürgerkriegs nach Gernika zurückkehrte. Er vertrat seinen Halbbruder José Gonzalo, der in einem Bataillon der Unión General de Trabajadores mobilisiert wurde. Während der Bombardierung am 26. April 1937 erlebte Luis mit seinem Vater, wie ihr Haus zerstört wurde.
Luis Villasante kehrte im Mai ins Kloster Zarautz zurück, beendete sein Noviziat und legte 1938 das Gelübde ab. Er wurde zum Wehrdienst berufen, wo er ein Jahr lang in der Verwaltung der Armee in Burgos diente. Villasante kam 1939 zuerst nach Oñati und dann nach Olite zurück, wo er bis 1942 verblieb. Mit Salbatore Mitxelena begann er seine Baskischkenntnisse zu verbessern.
1944 studierte er an der theologischen Fakultät der päpstlichen Universität Comillas und in dem folgenden Jahr wurde Luis Villasante als Priester geweiht. Nach seiner Promotion lehrte er ab 1947 an dem Heiligtum von Arantzazu, wo er sich zeitlebens niederließ. Zur gleichen Zeit begann er Texte in der spanischen und baskischen Sprache zu verfassen.
Im Jahre 1950 veröffentlichte Villasante La sierva de Dios M. Ángeles Sorazu, concepcionista franciscana. Estudio místico de su vida, was das Leben der Konzeptionistin María de los Ángeles Sorazu als eine mystische Studie darstellt. Der Text diente als Grundlage für seine Dissertation, die er am Ende desselben Jahres veröffentlichte. Später fokussierte er sich auf die Wurzeln des christlichen Glaubens in den Büchern Jainkoa, Jesukristo, Eliza und Kristau fedea.
Seit dem Jahr 1951 war Villasante Mitglied der Königlichen Akademie der baskischen Sprache, der Euskaltzaindia, und hielt nach Manuel Lekuona deren Präsidentschaftsamt von 1970 bis 1988 inne. Zudem gehörte er der EIZIE, dem Verband der baskischen Übersetzer und Dolmetscher, an. Einige seiner Übersetzungen waren unter anderem das kommentierte Gero und die 1990 in Madrid herausgegebene spirituelle Autobiographie Sorazus.
1997 wurde er mit dem Lan Onari der baskischen Regierung ausgezeichnet.
Luis Villasante starb im Alter von 80 Jahren auf dem Heiligtum von Arantzazu.
Nach ihm wurden ein Park und das Baskisch-Forschungszentrum der Euskaltzaindia in San Sebastian benannt.

### Schaffen an der Euskaltzaindia

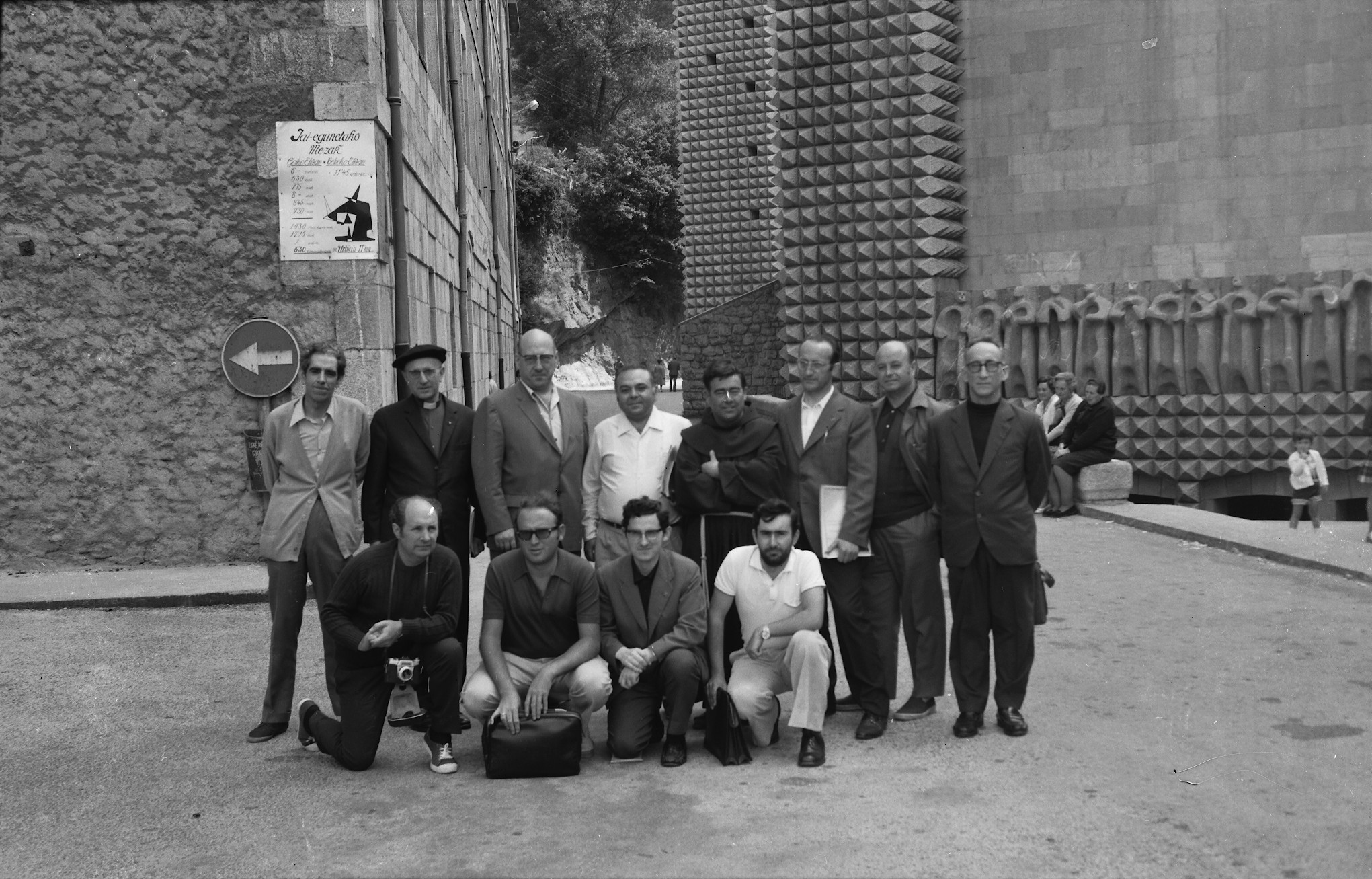
Mitglieder der Euskaltzaindia am Heiligtum vom Arantzazu (1972) v. l. n. r.: Koldo Mitxelena, Iratzeder, Jean Haritxelhar, Alfonso Irigoien, Luis Villasante, Jose Mari Satrustegi, Patxi Altuna e Imanol Berriatua. Unten: Juan San Martín, Jose Luis Lizundia, Joseba Intxausti und Xabier Kintana.

Luis Villasante bewarb in der Akademie das standardisierte Baskisch, weshalb er als einer der „Väter des Euskara batua“ betitelt wird. Während der Anfangsphase verteidigte er Federico Krutwigs Konzept mit dem klassischen Laburdinisch als Grundlage für die Standardsprache. Jedoch änderte Villasante seine Meinung zugunsten Koldo Mitxelenas Modell. Fortwährend setzte sich Villasante mit der baskischen Sprache auseinander. Er verfasste mehr als zehn Bücher und hunderte von Fachartikeln, die in Zeitschriften wie dem Bulletin der Real Sociedad Bascongada de Amigos del País publiziert wurden.
Luis Villasante erforschte die Entwicklung und Grammatik des Baskischen. Während seiner Präsidentschaft an der Euskaltzaindia analysierte er in der Sammlung Luis Eleizalde diverse Aspekte der Morphologie und Syntax. Mit dem letzten Buch der Serie Euskararen auziaz thematisierte er die Problematiken der baskischen Sprache und mögliche Lösungsansätze.
Zudem fokussierte sich Villasante auf die Literatur des Baskenlandes, dessen Erkenntnisse 1961 in Historia de la Literatura Vasca veröffentlicht und die überarbeitete Version 1979 publiziert wurden. Ein Schwerpunkt seiner Studien war das Werk Gero von Axular. 1973 stellte Luis Villasante mit dem trilingualen Wörterbuch Axular-en Hiztegia die Bedeutung der von Axular verwendeten Lexik für die Entwicklung der baskischen Literatur da. Er verfasste eine kommentierte Edition und eine vollständige Übersetzung des Werkes, welche 1976 veröffentlicht wurden.

## Werke

### Religion
- La sierva de Dios M. Ángeles Sorazu, concepcionista franciscana. Estudio místico de su vida, 1950
- Nere izena zan Plorentxi. Angeles Sorazuren bizitza, 1961
- San Martín de la Ascensión, Beasain, 1962
- Jainkoa, 1962
- Jesukristo Kristau fedearen sustraiak, San Sebastián, 1969
- M. Angeles Sorazu: Un mensaje para tiempos dificiles, Oñate, 1981
- Kristau fedearen sustraiak. III. Eliza, 1984
- Kristau fedea. Teologi-saileko azalpena, Oñate, 1986
- Angeles Sorazu: bizia eta mezua, 1990
- Ideario y camino espiritual de Ángeles Sorazu, 1994
- Nazareteko Jesusi buruz gogarteak, 1998

### Baskische Literatur
- Historia de la Literatura Vasca, 1961
- Axular. Mendea, gizona, liburua, Aranzazu, 1972

### Baskische Sprache
- Euskal gramatika llabur eta idazleen pusketa autatuak, Bilbao, 1956
- Axular-en hiztegia. Euskara-Español-Français. Español-Euskara. Français-Euskara, 1973
- Arantzazu-Oñati eta inguruko euskal hiztegia 1994
- Euskararen auziaz, Oñate 1988
- Paradigmas de la conjugación vasca, Aránzazu, 1955
- El vocabulario vasco de Aranzazu-Oñate y zonas colindantes, ASJU, 1970
- Sobre la Real Academia de la Lengua Vasca, Bilbao 1976

#### Luis Eleizalde
- Hacia la lengua literaria común, Oñate, 1970
- La declinación del vasco literario común, Oñate, 1972
- Palabras vascas compuestas y derivadas, Oñate, 1974
- Sintaxis de la oracion compuesta, Oñate, 1976
- Estudios de sintaxis vasca, Oñate, 1978
- La h en la ortografia vasca, Oñate, 1980
- Sintaxis de la oracion simple, Oñate, 1980
- La oracion causal en vasco, 1986
- Euskararen auziaz, 1988